# Joseph Schlitz

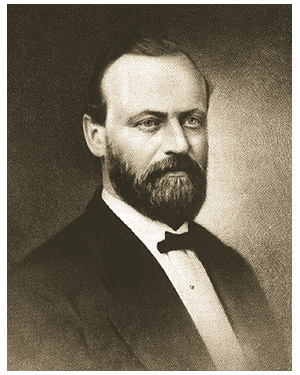
Joseph Schlitz

Joseph Schlitz (* 15. Mai 1831 in Mainz; † 7. Mai 1875 vor den Scilly-Inseln, Cornwall) war ein deutsch-amerikanischer Brauunternehmer und Besitzer der Joseph Schlitz Brewing Company.

## Leben
Joseph Schlitz, der aus Mainz stammte, emigrierte 1850 in die USA. Zuerst arbeitete er als Buchhalter für August Krug, den Besitzer der Krug Brewery in Milwaukee. 1856 stieg er dann in das Management der Krug Brewery auf. Nach dem Tode Krugs heiratete er 1858 dessen Witwe Anna Maria (geb. Hartig) und änderte den Namen der Brauerei, die er übernahm, in Joseph Schlitz Brewing Company. Sein Erfolg wuchs, als er 1871 nach dem Großen Brand von Chicago hunderte von Bierfässern als Spende nach Chicago sandte. Viele der dortigen Brauereien öffneten nach dem Großbrand nicht wieder und so übernahm Schlitz die dortigen Marktanteile. Das Bier der Joseph Schlitz Brewing Company wurde mit einem der bekanntesten amerikanischen Werbeslogans populär gemacht: „The beer that made Milwaukee famous“.

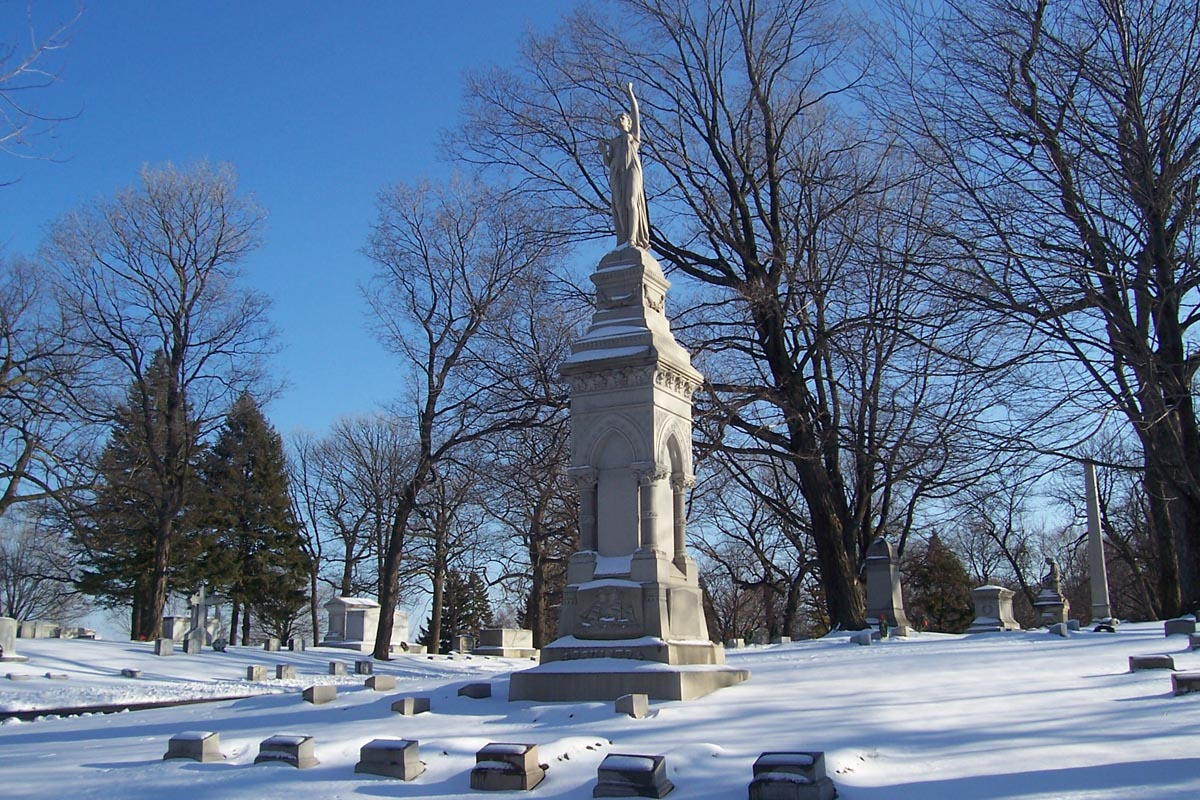
Kenotaph für Joseph Schlitz auf dem Forest Home Cemetery in Milwaukee

Joseph Schlitz verstarb 1875 beim Untergang des deutschen Passagierschiffs Schiller vor der Küste von England, kurz bevor er seine deutsche Heimat besuchen konnte. Sein Körper wurde nie geborgen, allerdings steht auf dem Friedhof Forest Home Cemetery im südlichen Teil von Milwaukee ein Kenotaph, das an Schlitz erinnert.